# Faja de Oro
Die Faja de Oro war ein mexikanischer Tanker, dessen Versenkung am 21. Mai 1942 endgültig zur Kriegserklärung an das Deutsche Reich am 1. Juni 1942 führte.

## Geschichte
1914 wurde das Schiff auf der Werft Hawthorn, Leslie & Co. als Barneson gebaut. Das Schiff war kein Tanker nach heutiger Definition, da damals das Rohöl in Fässern (Barrel) transportiert wurde. 1915 wurde es in Oyleric, 1937 in Genonano umbenannt. Beim Angriff auf Pearl Harbor am 7. Dezember 1941 befand sich das Schiff zusammen mit dem italienischen Tanker Lucifero in Tampico. Beide Schiffe wurden am Folgetag von der mexikanischen Regierung eingezogen und fuhren nun für den staatlichen Ölkonzern PEMEX.
Das Schiff wurde am 8. Dezember 1941 in Faja de Oro umbenannt, dem Namen eines Ölfeldes in der Nähe der Küstenstadt Tuxpán am Golf von Mexiko im Bundesstaat Veracruz.
Am 13. Mai wurde die in Potrero del Llano umbenannte Lucifero vom deutschen U-Boot U 564 im Golf von Mexiko vor Miami versenkt. Die Faja de Oro folgte am 21. Mai (Position 23° 30′ N, 84° 24′ W). Der Tanker wurde durch zwei Torpedos versenkt. Er war mit Ballast auf dem Rückweg von Philadelphia nach Tampico. Es gab zehn Tote und 27 Überlebende. Die Versenkung erfolgte durch das deutsche U-Boot U 106 unter dem Kommando von Hermann Rasch vor Key West. Die Versenkung beider Schiffe führte zur Kriegserklärung Mexikos an Deutschland, Italien und Japan am 28. Mai 1942.
Einige Historiker stellten die These auf, dass das Schiff möglicherweise von einem US-amerikanischen U-Boot versenkt worden sei, um Mexiko zum Eintritt in den Krieg zu bewegen. Unstrittig war dabei der Angriff durch ein U-Boot, da der Angriff unterhalb der Wasseroberfläche erfolgt war. Allerdings war der Angriff durch U 753 beobachtet worden und die Versenkung durch U 106 kann als erwiesen gelten.